# Bůh odpouští, já ne!
Bůh odpouští, já ne! (Dio perdona… Io no!) je italský spaghetti western film z roku 1967. Hlavní role tohoto filmu ztvárnili Terence Hill a Bud Spencer.

## Děj
Lupič San Antonio Bill (Frank Wolff) přepadl se svojí bandou před týdnem vlak s nákladem 100 000 dolarů ve zlatě. Hutch Bessy se jako první dozvěděl o této loupeži díky tomu, že jeden cestující loupež přežil. Běží to pak říct kapitánovi Catovi Stevensovi (Terence Hill). Ten pak zavzpomíná na to, jak ho Bill chtěl před rokem zavraždit v domě požárem. Společně pak najdou truhlu v pevnosti Billa. Schovají na kopci, ale jsou pak chyceni a mučeni, kam dali truhlu. Stevensovi se podaří obelstít Buda a dovede ho k truhle. Ale před kopáním ho zabije nožem. Následně pak unikne Hutch. V hotelu, kde byl Hutch Bessy přijde Bill se svými muži a začne vyjednávat se Stevensem. Ten ho dovede k truhle, ale Bill se dozví, že v ní nic není a byl podveden. Následně na něj Stevens přichystá past s horou dynamitů, která ho odpálí a následně odveze raněného Bessyho směrem k městu.

## Zajímavosti
Bud Spencer si v tomto filmu skutečně nechal změnit své původní jméno Carlo Pedersoli.